# Marianthi Zafiriou
Marianthi Zafiriou (griechisch Μαριανθη Ζαφειριου, auch Marianthi Zafeiriou; * 29. Januar 1994 in Marousi) ist eine griechische Sportlerin der Rhythmischen Sportgymnastik.

## Privat
Marianthi begann im Alter von 5 Jahren mit der Sportgymnastik.
Sie turnt für den Turnverein GS Ilioupolis in Athen und ist seit 2008 im Kader der Griechischen Auswahl RG.

## Sportliche Erfolge
| Wettbewerb | Ort              | Formation       | Mehrkampf | 5X      | 3X+2X   |
| ---------- | ---------------- | --------------- | --------- | ------- | ------- |
| EM 2009    | Baku             | Gruppe Junioren | Rang -    | Rang 13 | Rang -  |
| EM 2012    | Nischni Nowgorod | Gruppe          | Rang 8    | Rang 8  | Rang 6  |
| WM 2011    | Montpellier      | Gruppe          | Rang 11   | Rang 10 | Rang 15 |
| OS 2012    | London           | Gruppe          | Rang 9    | Rang 9  | Rang 9  |